# Freddy Adu
Fredua Koranteng „Freddy“ Adu (* 2. Juni 1989 in Tema, Ghana) ist ein ehemaliger US-amerikanischer Fußballspieler. Er ist einer der jüngsten Sportler, die je in den USA einen Profivertrag unterschrieben haben. Am 3. April 2004 absolvierte er im Alter von 14 Jahren sein erstes Spiel für D.C. United und erzielte zwei Wochen später sein erstes Tor als Profi. Damit ist er der zweitjüngste eingesetzte Spieler und jüngste Torschütze in der Major League Soccer. Seine letzte Station als Spieler war 2021 bei Österlen FF in der drittklassigen schwedischen Division 1.

## Karriere

### Im Verein

#### Anfänge
Adu stammt aus Ghana. Er wuchs in der Hafenstadt Tema auf und spielte dort bereits gegen Spieler, die dreimal so alt waren wie er. Als er acht Jahre alt war, gewann seine Mutter in der Green Card Lottery. Die Familie zog nach Rockville, Maryland, wo Adu anfangs die Sequoyah Elementary School besuchte. 2003 erhielt er die US-amerikanische Staatsbürgerschaft. Nachdem er in den USA angekommen war, wurde er von einem Trainer entdeckt und spielte Fußball mit älteren Spielern zusammen. Adu besuchte die Heights School, eine Privatschule in Potomac, Maryland. Als er zwölf Jahre alt war, gewann er mit der Schulmannschaft die Maryland State Championship.
Während eines internationalen U-14-Jugendturniers, bei dem er Teil des „U.S. Olympic Development Programs“ war, wurde er als bester Spieler ausgezeichnet. Dadurch wurde Inter Mailand, dessen Jugendmannschaft auch an dem Turnier teilnahm, auf ihn aufmerksam. Er bekam ein Angebot vorgelegt, dieses wurde aber von seiner Mutter abgelehnt.
Ab Januar 2002 ging Adu auf die IMG Soccer Academy, eine reine Fußballschule, die von der United States Soccer Federation betreut wird. In dieser Zeit war er ein sehr umworbener Spieler, da er trotz seines jungen Alters einen weit entwickelten Körper hatte. Hinzu kam, dass er technisch und spielerisch schon auf einem sehr hohen Niveau angelangt war.
Als er 14 war, erhielt er Angebote vieler namhafter Vereine aus Europa, unter anderen von Manchester United und der PSV Eindhoven.

#### Rekorddebüt in der MLS
Im Alter von 14 Jahren wurde Adu beim „MLS SuperDraft 2004“ von D.C. United ausgewählt. Damit ist er der jüngste Spieler seit 100 Jahren, der einen Major-League-Pro-Vertrag in einer US-amerikanischen Sportart erhalten hat. Da Adu gerne in der Nähe seiner Heimat bleiben wollte, verzichtete Dallas Burn nach Intervention der MLS auf den First Pick beim MLS SuperDraft 2004. Am 3. April 2004 absolvierte er im Alter von 14 Jahren sein erstes Spiel für D.C. United und erzielte zwei Wochen später sein erstes Tor als Profi. Damit war er bis zum Debüt von Cavan Sullivan am 17. Juli 2024, der 12 Tage jünger war, der jüngste eingesetzte Spieler in der Major League Soccer. Mit seinem Debüttreffer ist er der jüngste Torschütze der Liga.
Am 11. Dezember 2006 wurde Adu zusammen mit Torwart Nick Rimando in einem aufsehenerregenden Deal an Real Salt Lake verkauft. Am 7. April gab er sein Debüt für Salt Lake im Spiel gegen den FC Dallas. Sein erstes Tor erzielte er am 20. Mai 2007. Nach seiner Teilnahme an der U-20-Fußball-Weltmeisterschaft 2007 sicherte sich Benfica Lissabon die Transferrechte von der MLS für zwei Millionen US-Dollar.

#### Wechsel nach Europa

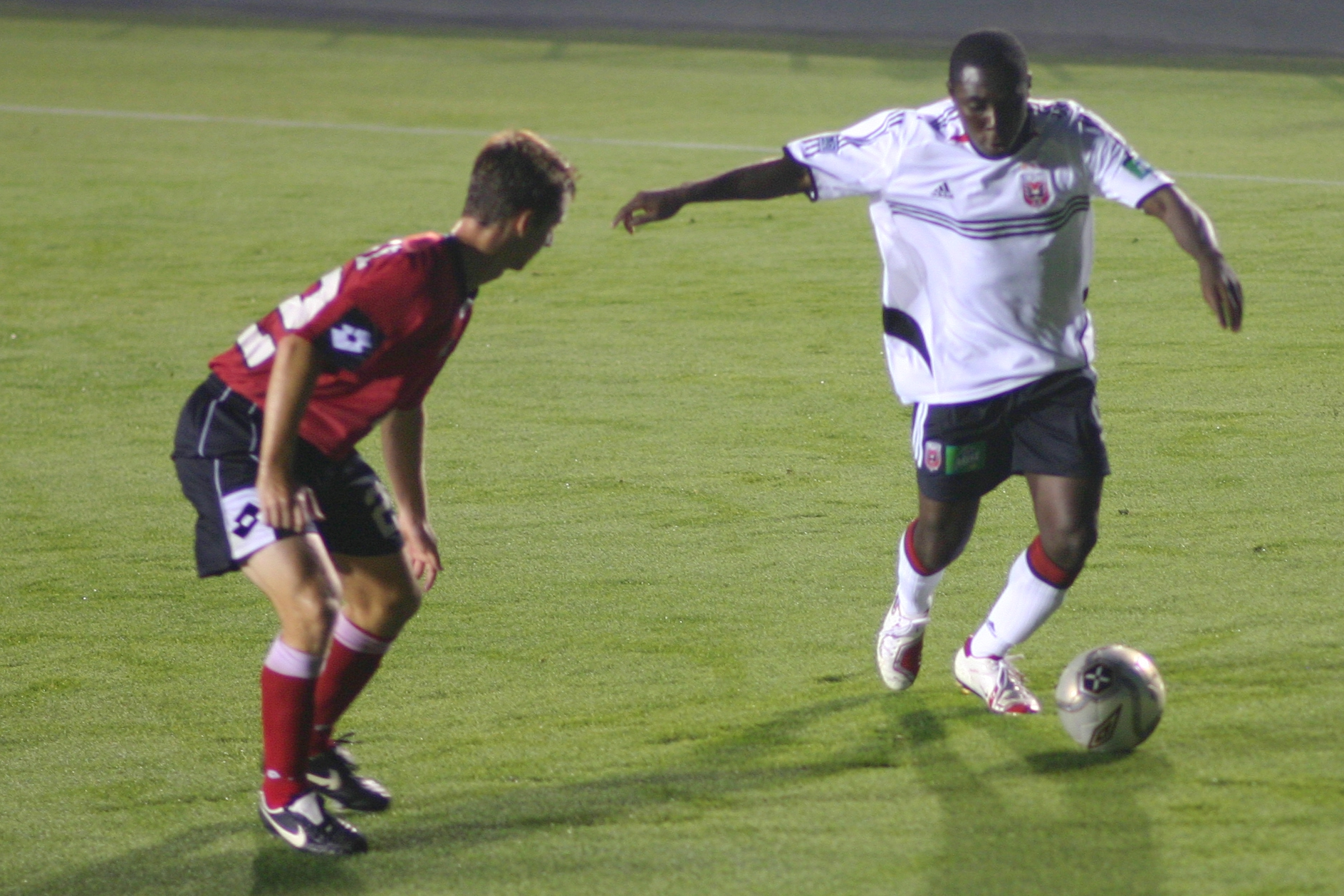
Troy Lesesne von Charleston Battery (l.) und Freddy Adu von D.C. United (r.) am 14. Juni 2006

Im Juli 2007 wechselte Adu nach Europa zum portugiesischen Erstligisten Benfica Lissabon, bei dem er einen Vertrag bis 2012 unterschrieb. Sein erstes Spiel für Benfica machte Adu am 14. August 2007 gegen den FC Kopenhagen in der UEFA Champions League.
Im Jahr 2008 wurde Adu an den französischen Erstligisten AS Monaco ausgeliehen. AS Monaco sicherte sich darüber hinaus eine Kaufoption. Diese Option wurde nicht genutzt und Adu kehrte im Sommer 2009 zu Benfica zurück.
Am 31. August 2008 wurde er für die Saison 2009/10 an den in der Vorsaison fast abgestiegenen Verein Belenenses Lissabon ausgeliehen. Am 13. Oktober 2008 gab er sein Erstligadebüt für Belenenses, wurde aber verletzungsbedingt ausgewechselt. Am 29. Dezember endete das Leihgeschäft.
Adu unterschrieb im Januar 2010 einen Vertrag für eine Leihe von 18 Monaten beim griechischen Verein Aris Saloniki. Bei seinem Debüt am 31. Januar 2010 gab er eine Torvorlage und erzielte am 14. Februar sein erstes Tor in der Superleague Ellada.
Nachdem er bei Aris aus dem Kader entfernt worden war, absolvierte er Probetrainings u. a. beim FC Sion und beim FC Ingolstadt 04.

#### Über Philadelphia nach Brasilien
Im August 2011 verpflichtete Philadelphia Union Adu. Am 13. August gab er sein Debüt für Union und kam noch auf elf Saisoneinsätze. In seinem zweiten Jahr machte Adu 24 Spiele und erzielte dabei fünf Tore.
Im März 2013 wurde er an den brasilianischen Verein EC Bahia verliehen. Nach dem Ende der Leihe lief auch sein Vertrag bei Philadelphia Union aus.

#### Zweiter Anlauf in Europa
Nach einem halben Jahr ohne Verein schloss er sich dann dem serbischen Erstligisten FK Jagodina an. Im Winter 2014/15 wurde auch dort sein Vertrag aufgelöst und Adu wurde erneut vereinslos. Nach mehreren Monaten der Vereinslosigkeit verpflichtete der finnische Erstligist Kuopion PS den Amerikaner. Während seiner Zeit in Finnland spielte er auch leihweise für den SC Kuopio Futis-98, der Reservemannschaft von Kuopio, in der vierten finnischen Liga.

#### Erneute Rückkehr in die USA
Im Juli 2015 wurde er von den Tampa Bay Rowdies verpflichtet, bei denen er bis Ende 2016 unter Vertrag stand.

#### Einjährige Vereinslosigkeit
Anfang 2017 absolvierte er ein zweiwöchiges Probetraining bei den Portland Timbers, die ihn jedoch nicht verpflichteten. Seitdem war er vereinslos.
Ein Wechsel zum polnischen Zweitligisten Sandecja Nowy Sącz kam im Februar 2017 nicht zustande.
Mitte Juni 2017 absolvierte Adu ein Probetraining beim Syrianska FC in Schweden.
Nachdem ein Wechsel zu Syrianska nicht zustande gekommen war, sollte er erneut ein Probetraining bei Sandecja Nowy Sącz in Polen absolvieren, der inzwischen von der 2. in die 1. Liga aufgestiegen war. Wie bereits im Februar desselben Jahres kam auch diese Verpflichtung nicht zustande, da Saczs Trainer Radoslaw Mroczkowski erst durch die Medien davon erfuhr. Nach eigener Aussage fragte dieser seinen Vorstand, warum er nicht darüber in Kenntnis gesetzt wurde, dass es sich bei dem Spieler um Adu handelte. Dies wurde damit beantwortet, dass es hierbei um eine Marketingstrategie ging. Mroczkowski antwortete daraufhin, dass man genauso gut einen Freestyle-Fußballer hätte verpflichten können. Adu selbst zeigte sich enttäuscht darüber und sagte das Training über Twitter ab, mit der Aussage, dass er schon zu oft „über die Jahre von zu vielen Leuten für Werbung benutzt worden“ sei.

#### Comeback bei den Las Vegas Lights
Ende Januar 2018 absolvierte Adu ein Probetraining beim neu gegründeten USL-Franchise Las Vegas Lights. Am 15. März 2018 wurde er in den Kader für die Saison 2018 aufgenommen. Nachdem er bei Las Vegas Lights nicht vollends überzeugen konnte, wurde sein zum 1. Dezember 2018 auslaufender Vertrag nicht verlängert. In einem Interview mit ESPN anlässlich seines 30. Geburtstags im Juni 2019 gab der Fußballer an, dass er seit einem halben Jahr auf Vereinssuche ist und solange ein Jugendteam in Baltimore als Co-Trainer unterstütze.

#### Seit 2020
Nach einer zweijährigen Pause, in der Adu als Jugendfußballtrainer in Maryland arbeitete, wurde am 14. Oktober 2020 sein Wechsel zum Aufsteiger in die drittklassige schwedische Division 1, Österlen FF, bekanntgegeben. Bereits am 16. Februar 2021 wurde der Vertrag seitens des Vereins gekündigt, da Adu nach Auffassung der Verantwortlichen weder körperlich noch geistig in der Division 1 konkurrenzfähig sei.

### In der Nationalmannschaft
Adu nahm mit den USA an der U-17-WM im August 2003, der U-20-WM im November/Dezember 2003, der U-20-WM im Juni 2005 und der U-20-Fußball-Weltmeisterschaft 2007 teil. Während der U20-WM-2003 bildete er ein Sturm-Duo mit Eddie Johnson, der Torschützenkönig des Turniers wurde. Während der U-20-Weltmeisterschaft in Kanada (2007) erzielte er drei Tore und konnte zwei Tore vorbereiten.
Adu wurde als 16-Jähriger Nationalspieler für die US-amerikanische Fußballnationalmannschaft, als er am 22. Januar 2006 gegen Kanada einige Minuten spielte. Adu war damit jüngster US-Nationalspieler. Zuvor hatte er mit 12 Jahren schon sein U-20-Debüt gegeben. Es wurde spekuliert, der US-Trainer habe Adu nur eingesetzt, um zu verhindern, dass Adu vor der WM 2006 noch Nationalspieler von Ghana wird. Ghana hatte Adu angeboten, als Stammspieler bei der WM 2006 aufzulaufen.
Sein erstes Tor für die Nationalmannschaft erzielte er am 19. November 2008 gegen Guatemala.
Nachdem er zwei Jahre lang nicht im Kader der Nationalmannschaft war, wurde für den CONCACAF Gold Cup 2011 nominiert. Er wurde dort im Halbfinale und Finale eingesetzt.

## Trivia
- Adus Mutter wuchs gemeinsam mit dem ehemaligen Bundesliga-Stürmer Anthony Yeboah (Eintracht Frankfurt, Hamburger SV) auf.[23]
- Von Mai 2005 bis September 2006 war er mit der US-amerikanischen Sängerin JoJo liiert.[24][25]
- Adus jüngerer Bruder, Fro Adu, spielte unter anderem Fußball für die George Mason University.[26]
- Adu galt als Jahrhunderttalent des US-amerikanischen Fußballs und seine Karriere als Sinnbild des American Dream. Nachdem er mit 13 Jahren einen Millionen-Deal mit dem Sportartikelhersteller Nike abgeschlossen hatte und in den Medien als „Heilsbringer des Soccer“ bezeichnet wurde, konnte er die Erwartungen nicht erfüllen und zog anschließend von Verein zu Verein. Adu wird mittlerweile als Sinnbild des gescheiterten Talents betrachtet.[27][28]